# Europese weg 67
De Europese weg 67 of E67 is een Europese weg die loopt van Helsinki in Finland naar Praag in Tsjechië.
De E67 is een Klasse A Noord-Zuid-verbindingsweg. Het verbindt de Finse hoofdstad Helsinki met de Tsjechische hoofdstad Praag en komt hiermee op een afstand van ongeveer 1630 kilometer. De route is door de UNECE als volgt vastgelegd: Helsinki - Tallinn - Riga - Kaunas - Warschau - Piotrków Trybunalski - Wrocław - Kłodzko - Blovice - Náchod - Hradec Králové - Praag.

## Via Baltica
Het deel dat door drie Baltische staten (Estland, Letland en Litouwen) loopt staat bekend als de Via Baltica. De Via Baltica is het stuk van Tallinn, via Riga en Kaunas, naar de grens met Polen. Dat traject is 633 kilometer lang. De weg is grotendeels een rijstrook per richting; alleen bij Riga en Tallinn zijn er 4 rijstroken en gescheiden banen.
De Via Baltica is iets anders dan de Baltische Weg, een menselijke keten die op 23 augustus 1989 werd gevormd van Tallinn via Riga naar Vilnius om herstel van de onafhankelijkheid van de Baltische landen te eisen.

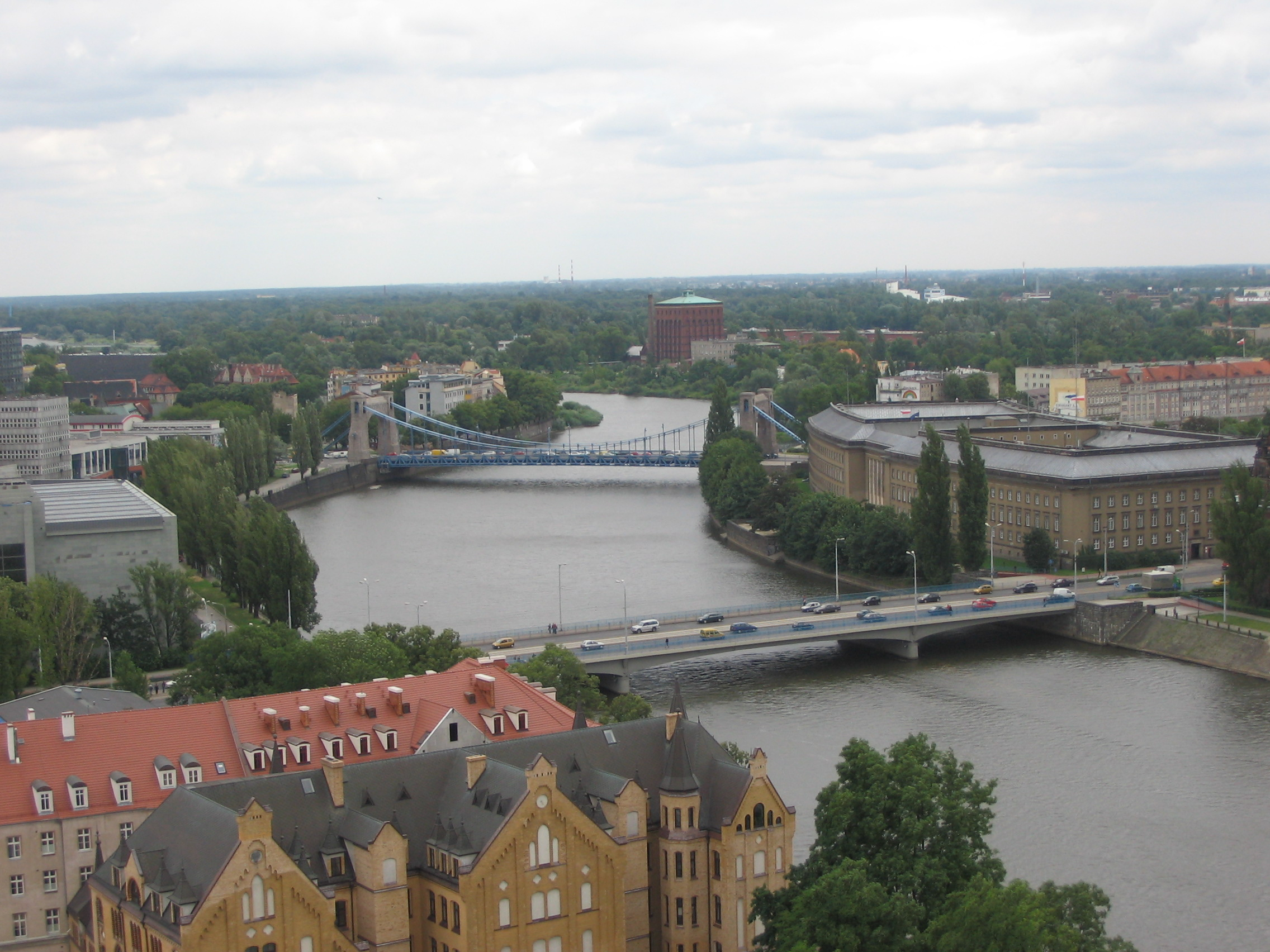
Brug over de Oder in Wrocław

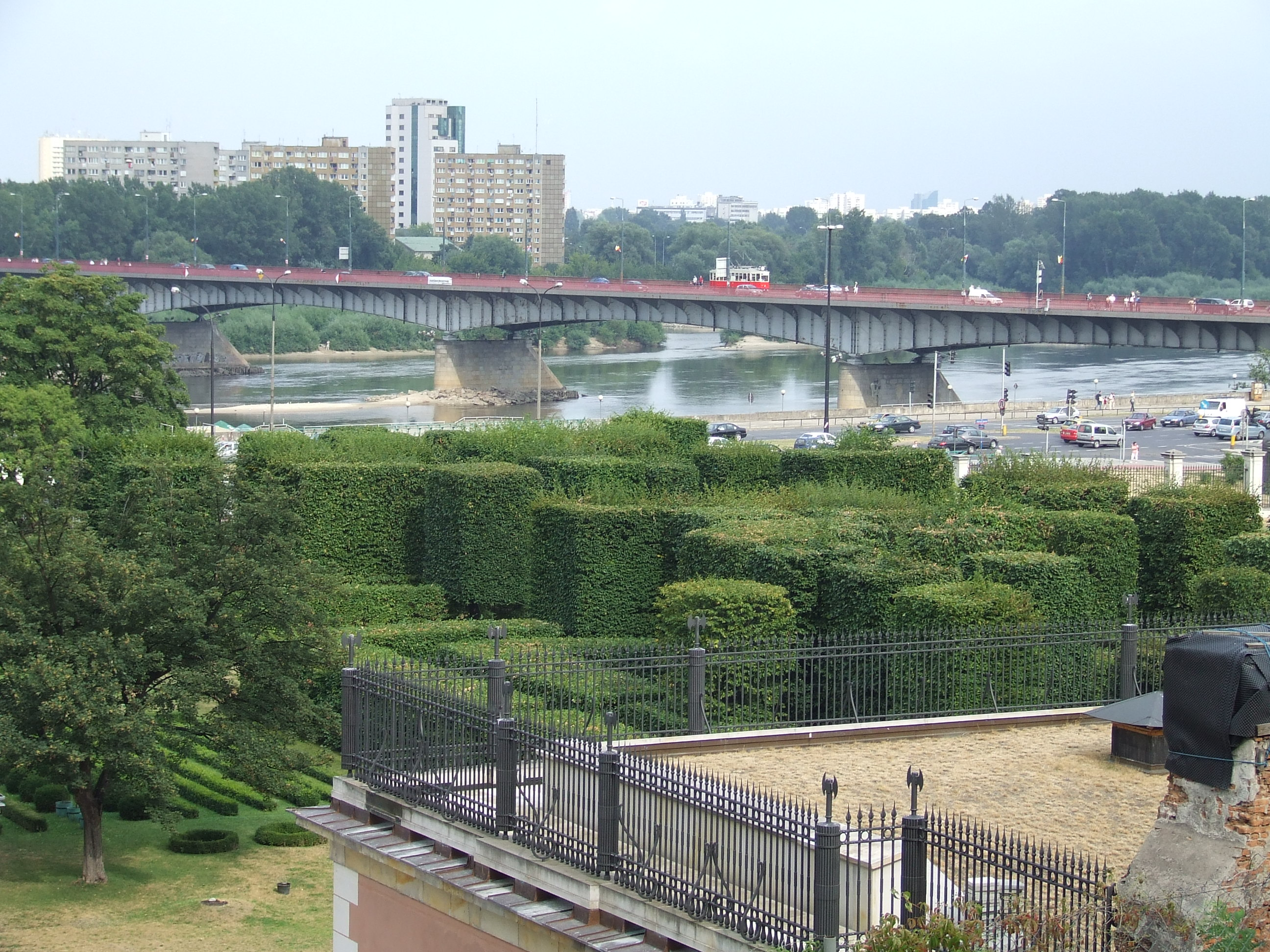
Brug over de Wisła in Warschau

## Nationale wegnummers
De E67 loopt over de volgende nationale wegnummers, van noord naar zuid:
| Nummer   | Tracé                  |
| Estland  | Estland                |
| -------- | ---------------------- |
| 4        | Tallinn - Letland      |
| Letland  |                        |
| A1       | Estland - Riga         |
| A4       | Ringweg Riga           |
| A6       | Ringweg Riga           |
| A5       | Ringweg Riga           |
| A7       | Riga - Litouwen        |
| Litouwen |                        |
| A10      | Letland - Panevėžys    |
| A8       | Panevėžys - Kaunas     |
| A5       | Kaunas - Polen         |
| Polen    |                        |
| 8        | Litouwen - Tsjechië    |
| Tsjechië |                        |
| 33       | Polen - Hradec Králové |
| 11       | Ringweg Hradec Králové |
| 324      | Ringweg Hradec Králové |
| 11       | Hradec Králové - Praag |